# Corbera-Santcliment

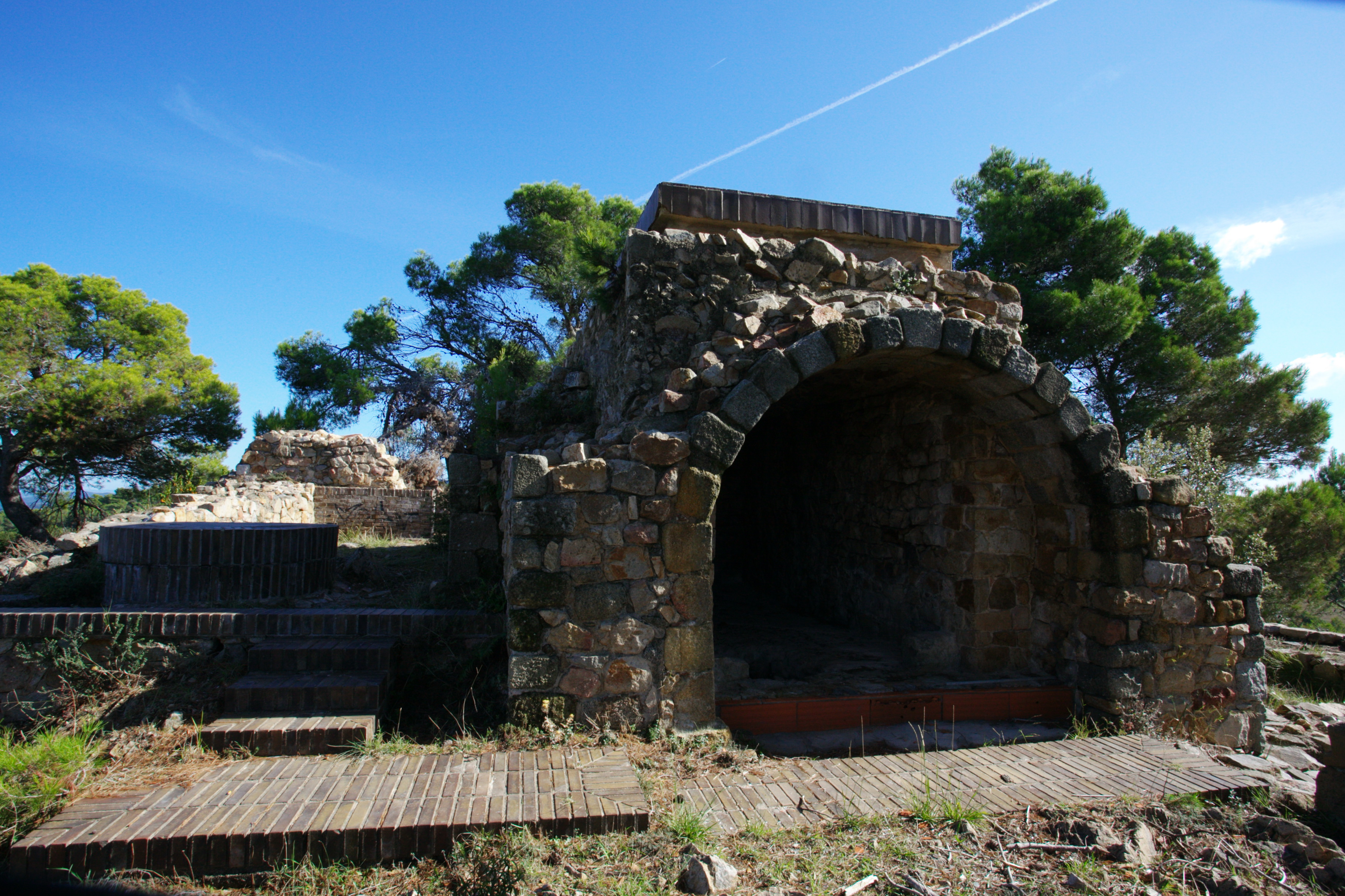
I ruderi del castello del Far

Quello dei Corbera-Santcliment è un ramo collaterale della famiglia Santcliment di Barcellona, più in particolare del ramo Burgués de Santcliment, e nasce all'inizio del XVI secolo con il matrimonio tra il nobile Francisco Burgués de Santcliment y de Santcliment e donna Beatriz de Corbera y de Santacoloma, baronessa di Llinars e signora del Far. I Corbera-Santcliment ostentarono i titoli di barone di Llinars, barone di Altafulla, barone di Balsareny e signore del Far.

## Origini
Francisco Burgués de Santcliment y de Santcliment nacque a Barcellona, figlio del donzell Pedro Juan Burgués de Santcliment y de Llobrera e di Aldonza de Santcliment (figlia di Pedro de Santcliment, cavaliere e mestro razionale della regia curia), fu creato cavaliere dall'imperatore Carlo V d'Asburgo e assistette alle Cortes che si tennero a Monzón nel 1528. Suo nonno, Pedro Juan Burgués de Santcliment y de Casasagia, aveva assistito come donzell alle Cortes del 1460 e possedeva una galera con la quale servì il re Alfonso V d'Aragona a Napoli, e contro la Repubblica di Genova, quando comandò la flotta agli ordini di Bernat de Vilamarí nel 1454-1458. Ricoprì incarichi municipali dalla sua iscrizione al Consell de Cent nel 1432, e fu considerato esponente della Biga.
Francisco Burgués de Santcliment y de Santcliment sposò Beatriz de Corbera y de Santacoloma, baronessa de Llinars e signora del Far, acquisendo maritali nomine tali titoli nobiliari, che trasmise ai suoi discendenti, che assunsero il cognome Corbera-Santcliment e, attraverso un'alleanza matrimoniale con i Castellet, acquisirono anche la baronia di Altafulla, estinguendosi, nella prima metà del XVIII secolo nei Rubí, marchesi di Rubí.

## Storia
Figlio di Francisco Burgués de Santcliment y de Santcliment e di Beatriz de Corbera y de Santacoloma fu Riambau de Corbera-Santcliment, il quale fu barone di Llinars e signore del Far, e partecipò alle Cortes che si tennero a Monzón nel 1528 insieme al padre; sposò Violante de Castellet y d’Icard, sorella di Luis de Castellet d’Icard, barone di Altafulla, e fu padre di Riambau Miguel de Corbera-Santcliment y de Castellet. Altafulla e La Nou de Gaià erano appartenute ai Castellet per quattro generazioni, ma alla morte di Lluís de Castellet y d’Icard senza discendenza, i due stati feudali passarono in eredità al nipote di quest'ultimo: il sopraccitato Riambau Miguel de Corbera-Santcliment y de Castellet.
Costui assistette alle Cortes che si tennero a Monzón nel 1563 e nel 1585; nella seconda occasione prese parte alla seduta anche il fratello, Juan Bautista de Corbera-Santcliment y de Castellet.
Della generazione successiva sono degni di nota due cugini: Luis de Corbera-Santcliment y de Oliver, marito di Ana de Argensola, cavaliere, barone di Llinars e di Balsareny, barone di Altafulla e La Nou de Gaià, signore del Far, membro del braccio militare in occasione delle Cortes che si tennero nel 1626, e il suo primo cugino, Juan Bautista de Corbera-Santcliment, cavaliere - figlio del fratello di suo padre, Juan Bautista de Corbera-Santcliment y de Castellet - il quale pure assistette alle Cortes che si tennero nel 1626.
Alle Cortes che si tennero nel 1626 prese parte anche José de Corbera-Santcliment y de Argensola, cavaliere e barone di Llinars, figlio di Luis de Corbera-Santcliment y de Oliver; costui partecipò anche alle Cortes che si tennero nel 1640, e nel 1645 vestì l'abito dell'Ordine di San Girolamo nel monastero di san Jerónimo de la Murtra.
Altro figlio di Luis de Corbera-Santcliment y de Oliver e della moglie Ana de Argensola fu Francisco de Corbera-Santcliment y de Argensola, barone di Llinars e barone di Altafulla e La Nou de Gaià, il quale impalmò donna Isabel de Pons. La coppia ebbe tre figli: María de Corbera-Santcliment y Pons, José de Corbera-Santcliment y Pons, Gerónima de Corbera-Santcliment y Pons.
María de Corbera-Santcliment y Pons, battezzata il 19 agosto 1647, sposò Joaquin de Grimán, e fu madre di José de Grimán y Corbera-Santcliment, neto a Barcelona e battezzato il 9 giugno 1680), colonnello del reggimiento di dragoni di Tarragona, e cavaliere di Calatrava.
Gerónima de Corbera-Santcliment y Pons sposò Félix de Marimón y de Tord (1636-1721), e fu marchesa consorte di Serdañola. La coppia ebbe: José de Marimón y Corbera-Santcliment (1662-1747), II marchese de Serdañola, e Ramón de Marimón y Corbera-Santcliment (1670-1744), vescovo di Vic.
Infine, José de Corbera-Santcliment y Pons, barone di Llinars, il quale vendette la baronia di Altafulla e La Nou de Gaià a Francisco de Montserrat y Vives, castellano di Montbrió, barone di Ribelles e signore del Morell, di Tamarit e di Botarell, in una data compresa tra il 1669 e il 1673, e, nel 1662 sposò María de Blanes y de Descatllar, figlia di Juan de Blanes conte de Centelles.
Egli ebbe una sola figlia, Isabel María de Corbera-Santcliment, nata a Barcellona il 7 giugno 1670, baronessa di Llinas, la quale sposò, in prime nozze, Diego de Sarmiento y Zuiñga, e, in seconde nozze, José Antonio de Rubí y Boxadors (Barcellona, 19 agosto 1678 - Bruxelles, 1740), I marchese di Rubí - figlio di Pedro de Rubí y Sabater e di Regina de Boxadors y Crassi, fratello di Ramón de Rubí y Boxadors, arcivescovo di Catania e cavaliere di Santiago
Isabel María de Corbera-Santcliment ebbe una sola figlia, dal secondo matrimonio: María Francisca de Rubí y Corbera-Santcliment, suo iure II marchesa di Rubí e baronessa di Llinars, nata a Barcellona il 27 noviembre 1704. Costei sposò Francisco Pignatelli y Aymerich (militare e diplomatico di origine napoletana, figlio di Domingo Pignatelli y Báez, marchese di San Vicente, e di Ana de Aymerich y Argensola).
La coppia ebbe due figli: Cayetano Pignatelli de Rubí y Corbera-Santcliment, III marchese di Rubí, barone di Llinars e cavaliere di Alcántara
; Mariana Pignatelli de Rubí y Corbera-Santcliment, suo iure IV marchesa di Rubí e baronessa di Llinars, la quale andò in sposa a Pedro Jordán de Urríes y Urríes, I marchese di Ayerbe.

## Feudi e proprietà

### La baronia di Llinars e del Far

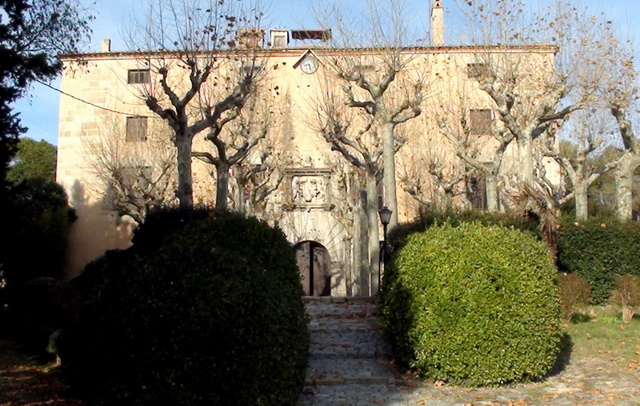
Il Castellnou

Giurisdizione signorile che appare con questa denominazione per la prima volta con Beatriz de Corbera y de Santacoloma, signora del castello del Far (morta verso il 1542), moglie di Francisco Burgués de Santcliment y de Santcliment. Passò quindi ai loro discendenti, i Santcliment, che assunsero il cognome Corbera-Santcliment, e in seguito ai Rubí, marchesi di Rubí, ai Pignatelli e ai Jordán de Urríes, marchesi d’Ayerbe, (tutti costoro mantennero anche il cognome Cobera-Santcliment).
L'abitato rurale di Llinars è documentato a partire dall'anno 919. La località era compresa nel territorio sotto la giurisdizione del castello del Far, giurisdizione che più tardi verrà rinominata baronia di Llinars. La componevano le parrocchie di Santa Maria de Llinars, Sant Esteve del Coll, Sant Sadurní de Collsabadell e buona parte delle parrocchie di Sant Julià del Fou e Sant Andreu del Far.
Nell'anno 1381, la località di Llinars, che allora formava parte dell’antica giurisdizione del castello del Far, comprendeva 78 famiglie, che nel 1515 aumentarono a 86, ripartite nel seguente modo: 34 nella parrocchia di Llinars, 19 a Collsabadell, 10 al Coll, 10 a Sanata e 13 al Far. L'aumento demografico di Llinars fu molto lento; nel 1719 vi dimoravano 159 famiglie e 524 abitanti. Una crescita si avrà nel XIX secolo: infatti nel 1842 c'erano 687 persone e nel 1860 1187.
Il 1º luglio 1548 Riambau de Corbera-Santcliment convocò una riunione dei prohoms della baronia di Llinars presso la chiesa di Santa Maria e, asserendo che le case in cui viveva nel villaggio di Llinars erano vecchie e fatiscenti, domandò loro un aiuto di 1000 lire per edificare un nuovo castello presso Llinars. Costoro, in cambio di certe prestazioni, gli concessero l'aiuto economico, che promisero di effettuare entro due anni. In questo modo fu possibile edificare il Castellnou di Llinars, un magnifico edificio rinascimentale a pianta quadrata, con un cortile centrale, una elegante galleria e difese angolari su tutti e quattro i lati, precedentemente protette anche da torrette, che vennero demolite nel XIX secolo.
Questo edificio, ad un tempo elegante e austero, è conosciuto anche come palazzo degli Ayerbe, perché nel XVIII secolo la famiglia Corbera-Santcliment si estinse nella famiglia aragonese degli Urríes, marchesi d’Ayerbe e baroni di Llinars, che vi abitarono fino al 1908. Nel 1983 l'edificio venne dichiarato monument historicoartístic nacional.

### La baronia di Altafulla e La Nou de Gaià

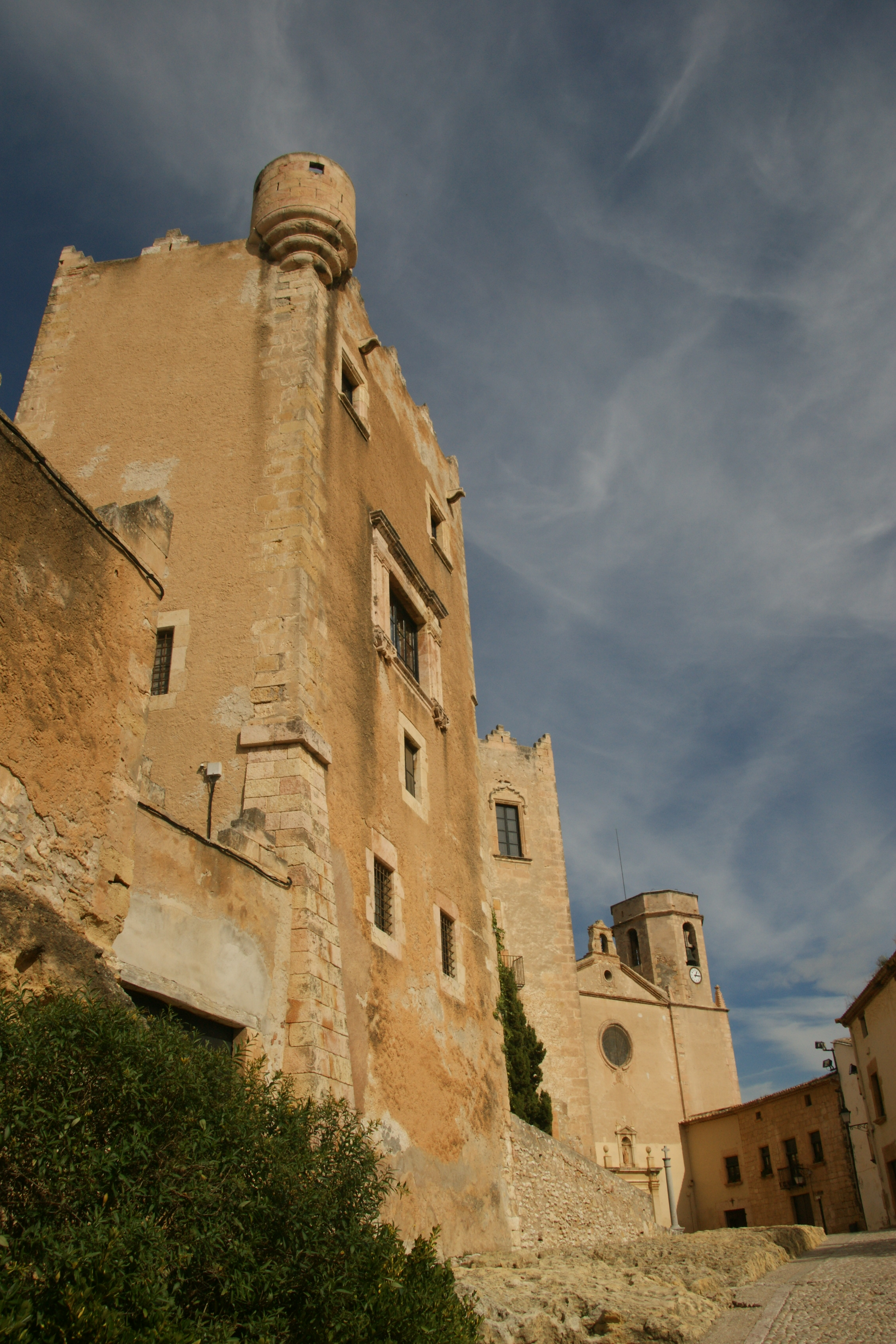
Castello di Altafulla

Il feudo di Altafulla e La Nou, almeno fin da XII secolo, rimase vincolato alla Corona d'Aragona e, pertanto, ne furono signori i conti di Barcellona, che vi esercitavano la propria giurisdizione. 
A metà del XIV secolo, il re Pietro il Cerimonioso cedette la signoria su Altafulla e La Nou al nobile Berenguer de Requesens che, nel 1358 ne risulta come il primo signore feudale e, di conseguenza, a partire da questa data, il feudo risulta essere stato patrimoniale di pertinenza dei Requesens. 
Il titolo baronale e l'esercizio del potere civile e penale sulla baronia, dopo di loro, passò delle altre famiglie aristocratiche che la governarono con mero e misto impero fino all'abolizione del feudalesimo nel 1836. 
Queste famiglie furono: i Castellet, proprietari della baronia dal primo decennio del XVI secolo, che la governarono solo per pochi decenni, poiché la sorella di Luis de Castellet y d’Icard (morto senza eredi), Violante, la portò in eredità al figlio, Riambau Miguel de Corbera-Santcliment y de Castellet. 
Ed è proprio questa la nobile famiglia catalana, già titolare della baronia di Llinars, che resse la baronia al passaggio dal XVI al XVII secolo. I Corbera-Santcliment furono infatti signori del feudo di Altafulla dalla metà del XVI secolo fino al 1672 quando, ormai oberati dai debiti, furono costretti a venderla a Francesc de Montserrat (episodio singolare, visto quest'ultimo non aveva, con loro, alcun legame di parentela), successivamente marchese di Tamarit; i Montserrat saranno gli ultimi signori feudali del piccolo Stato.

## Albero genealogico
Nello schema che segue è riportato l'albero genealogico della famiglia:
|                                                                                               | | | | | |                                                                                              |                                                                                              |                                                       |
|                                                                                               | Francisco Burgués de Santcliment y de Santcliment cavaliere ("maritali nomine" barone di Llinars e signore del Far), ⚭ donna Beatriz de Corbera y de Santacoloma, baronessa di Llinars, signora del Far | | | | |                                                                                              |                                                                                              |                                                       |
|                                                                                               | | | | | |                                                                                              |                                                                                              |                                                       |
|                                                                                               | | | | | |                                                                                              |                                                                                              |                                                       |
|                                                                                               | Riambau de Corbera-Santcliment barone di Llinars e signore del Far, ⚭ Violante de Castellet, sorella di Luis de Castellet barone di Altafulla                                                           | | | | |                                                                                              |                                                                                              |                                                       |
|                                                                                               | | | | | |                                                                                              |                                                                                              |                                                       |
|                                                                                               | | | | | |                                                                                              |                                                                                              |                                                       |
| Juan Bautista de Corbera-Santcliment y de Castellet assistette alle Cortes di Monzón del 1585 | Juan Bautista de Corbera-Santcliment y de Castellet assistette alle Cortes di Monzón del 1585 | Riambau Miguel de Corbera-Santcliment y de Castellet barone di Llinars e di Altafulla                                                     | Riambau Miguel de Corbera-Santcliment y de Castellet barone di Llinars e di Altafulla | | |                                                                                              |                                                                                              |                                                       |
|                                                                                               | | | | | |                                                                                              |                                                                                              |                                                       |
|                                                                                               | | | | | |                                                                                              |                                                                                              |                                                       |
| Juan Bautista de Corbera-Santcliment cavaliere, assistette alle Cortes del 1626               | Juan Bautista de Corbera-Santcliment cavaliere, assistette alle Cortes del 1626 | Luis de Corbera-Santcliment y de Oliver cavaliere, barone di Llinars, Balsareny e Altafulla y La Nou, signore del Far, ⚭ Ana de Argensola | Luis de Corbera-Santcliment y de Oliver cavaliere, barone di Llinars, Balsareny e Altafulla y La Nou, signore del Far, ⚭ Ana de Argensola                                                                                                  | | |                                                                                              |                                                                                              |                                                       |
|                                                                                               | | | | | |                                                                                              |                                                                                              |                                                       |
|                                                                                               | | | | | |                                                                                              |                                                                                              |                                                       |
|                                                                                               | José de Corbera-Santcliment y de Argensola cavaliere, barone di Llinars e di Altafulla | José de Corbera-Santcliment y de Argensola cavaliere, barone di Llinars e di Altafulla                                                    | Francisco de Corbera-Santcliment y de Argensola barone di Llinars e di Altafulla, ⚭ Isabel de Pons | Francisco de Corbera-Santcliment y de Argensola barone di Llinars e di Altafulla, ⚭ Isabel de Pons | |                                                                                              |                                                                                              |                                                       |
|                                                                                               | | | | | |                                                                                              |                                                                                              |                                                       |
|                                                                                               | | | | | |                                                                                              |                                                                                              |                                                       |
|                                                                                               | María de Corbera-Santcliment y Pons ⚭ Joaquin de Grimán | María de Corbera-Santcliment y Pons ⚭ Joaquin de Grimán                                                                                   | José de Corbera-Santcliment y Pons barone di Llinars, ⚭ María de Blanes y de Descatllar | José de Corbera-Santcliment y Pons barone di Llinars, ⚭ María de Blanes y de Descatllar | | Gerónima de Corbera-Santcliment y Pons ⚭ Félix de Marimón y de Tord, I marchese di Serdañola | Gerónima de Corbera-Santcliment y Pons ⚭ Félix de Marimón y de Tord, I marchese di Serdañola |                                                       |
|                                                                                               | | | | | |                                                                                              |                                                                                              |                                                       |
|                                                                                               | | | | | |                                                                                              |                                                                                              |                                                       |
|                                                                                               | José de Grimán y Corbera-Santcliment colonnello del reggimiento di dragoni di Tarragona, e cavaliere di Calatrava                                                                                       | José de Grimán y Corbera-Santcliment colonnello del reggimiento di dragoni di Tarragona, e cavaliere di Calatrava                         | Isabel María de Corbera-Santcliment baronessa di Llinars, ⚭ 1º Diego de Sarmiento y Zuiñga; ⚭ 2º José Antonio de Rubí y Boxadors, I marchese di Rubí, fratello di Ramón de Rubí y Boxadors, arcivescovo di Catania e cavaliere di Santiago | Isabel María de Corbera-Santcliment baronessa di Llinars, ⚭ 1º Diego de Sarmiento y Zuiñga; ⚭ 2º José Antonio de Rubí y Boxadors, I marchese di Rubí, fratello di Ramón de Rubí y Boxadors, arcivescovo di Catania e cavaliere di Santiago | José de Marimón y Corbera-Santcliment II marchese di Serdañola                                                                                       | José de Marimón y Corbera-Santcliment II marchese di Serdañola                               | Ramón de Marimón y Corbera-Santcliment vescovo di Vic                                        | Ramón de Marimón y Corbera-Santcliment vescovo di Vic |
|                                                                                               | | | | | |                                                                                              |                                                                                              |                                                       |
|                                                                                               | | | | | |                                                                                              |                                                                                              |                                                       |
|                                                                                               | | | María Francisca de Rubí y Corbera-Santcliment II marchesa di Rubí e baronessa di Llinars, ⚭ Francisco Pignatelli y Aymerich | | |                                                                                              |                                                                                              |                                                       |
|                                                                                               | | | | | |                                                                                              |                                                                                              |                                                       |
|                                                                                               | | | | | |                                                                                              |                                                                                              |                                                       |
|                                                                                               | | Cayetano Pignatelli de Rubí y Corbera-Santcliment III marchese di Rubí, barone di Llinars e cavaliere di Alcántara                        | Cayetano Pignatelli de Rubí y Corbera-Santcliment III marchese di Rubí, barone di Llinars e cavaliere di Alcántara | Mariana Pignatelli de Rubí y Corbera-Santcliment IV marchesa di Rubí e baronessa di Llinars, ⚭ Pedro Jordán de Urríes y Urríes, I marchese di Ayerbe                                                                                       | Mariana Pignatelli de Rubí y Corbera-Santcliment IV marchesa di Rubí e baronessa di Llinars, ⚭ Pedro Jordán de Urríes y Urríes, I marchese di Ayerbe |                                                                                              |                                                                                              |                                                       |